# Luftangriff auf Kjustendil
Am 6. April 1941 führte die Jugoslawische Luftwaffe den Luftangriff auf Kjustendil durch. Zwar befand sich zu diesem Zeitpunkt Bulgarien nicht im Krieg, jedoch operierte von bulgarischen Territorium aus die Wehrmacht, die am selben Tag Jugoslawien und Griechenland angriff (→ Balkanfeldzug).

## Hintergrund
Kjustendil gehört neben Sofia, Wraza und Karlowo zu jenen bulgarischen Städten, die während des Zweiten Weltkrieges von alliierten Luftangriffen betroffen waren.
In Kjustendil befanden sich keine wichtigen militärischen Objekte – weder der deutschen noch der bulgarischen Armee. Wichtig war jedoch die strategische Lage der Stadt sowie die Eisenbahnlinien, welche durch sie hindurch nach Thessaloniki und zur jugoslawischen Grenze führten. Aus diesem Grund befanden sich in der Stadt deutsche Soldaten.

## Verlauf

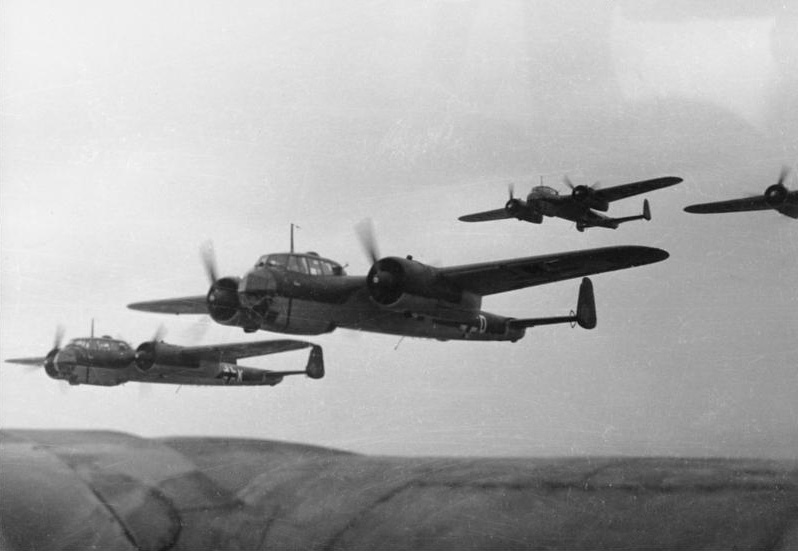
Flugzeuge „Dornier Do 17“

Der Luftangriff wurde von vier Flugzeugen Dornier Do 17 der 64. Lufteinheit der dritten jugoslawischen Armee, die am Flugplatz „Stobul“ bei Priština stationiert war, durchgeführt. Geführt wurden sie vom Major Branko Fenedl. Sie erreichten die Stadt um 08:35 Uhr, zu einem Zeitpunkt, als die Bevölkerung auf den Straßen war und die vorbeifahrende Wehrmacht beobachtete.
Der Angriff überraschte die bulgarischen und deutschen Abfangjäger, die nicht zum Einsatz kamen. Auch die Flugabwehr der Stadt konnte nicht adäquat eingesetzt werden. Zuerst wurde der Bahnhof angegriffen, wo Züge mit deutschen Soldaten auf den Weitertransport warteten. Später erfolgte der Angriff auf ein Wohnviertel. Während des ganzen Luftangriffs starben 58 bulgarische Bürger, acht deutsche und zwei bulgarische Soldaten, während 59 Bürger, 31 deutsche und fünf bulgarische Soldaten verletzt wurden. Nach dem Luftangriff verbreitete sich Panik in der Stadt, welche von den Bürgern verlassen wurde.
Um 10:30 Uhr erfolgte eine zweite Angriffswelle. Dabei wurde der naheliegende Ort Gjueschewo getroffen. Hier entstand jedoch nur geringer Sachschaden.